# Yves Vincent
Yves Fred Vincent (ur. 5 sierpnia 1921 w Thônes; zm. 6 stycznia 2016 w Montacher-Villegardin) – francuski aktor filowy, teatralny i telewizyjny. 
Odtwórca roli pułkownika w komediach: Żandarm się żeni (1968) i Żandarm na emeryturze (1970) (w kolejnych częściach serii zastąpił go w tej roli Jacques François).

## Wybrana filmografia
- Kapitan Ardant (1951) jako kpt. Pierre Ardant
- Moja kobieta jest wspaniała (1951) jako trębacz
- Spartakus (1953; znany także pt. Grzechy Rzymu) jako Ocnomas
- Babette idzie na wojnę (1959) jako kpt. Darcy
- Inspektor Leclerc (1962-63; serial TV) jako Girard (gościnnie)
- Muriel (1963) jako człowiek w grupie kupujących
- Życie małżeńskie: Ona (1963) jako Granjouan
- Życie małżeńskie: On (1963) jako Granjouan
- Żandarm się żeni (1968) jako pułkownik
- Hibernatus (1969) jako Édouard Crépin-Jaujard, ojciec Évelyne
- Żandarm na emeryturze (1970) jako pułkownik
- Przyjęcie - niespodzianka (1983) jako pan Bazin
- Dochodzenia komisarza Maigret (1967-90; serial TV) jako notariusz Raoul Motte (gościnnie, 1988)
- Trybuał (1989-94; serial TV) jako sędzia Garonne (główna rola)